# Meersburg
Meersburg (nemško: [ˈmeːɐ̯sˌbʊʁk]) je mesto v zvezni nemški deželi Baden-Württemberg na jugozahodu Nemčije. Leži ob Bodenskem jezeru.
Znano je po srednjeveškem mestu. Spodnje mesto ("Unterstadt") in Zgornje mesto ("Oberstadt") sta rezervirana samo za pešce in sta povezana z dvema stopniščema in strmo ulico ("Steigstrasse").

## Zgodovina
Ime mesta pomeni Grad na jezeru, kar se nanaša na grad, ki ga je po izročilu iz leta 1548 tukaj leta 630 zgradil merovinški kralj Dagobert I.
Občina je leta 1299 dobila status svobodnega cesarskega mesta, čeprav je bilo nominalno še vedno pod škofom iz Konstance. Leta 1803 je bilo priključeno deželi Baden.
Po drugi svetovni vojni je bil Meersburg na francoskem vojaškem okupacijskem območju v Nemčiji.

## Znamenitosti
V mestu sta dva gradova, Stari grad in Novi grad. 
Stari grad, ki ga je zgradil merovinški kralj Dagobert I. v 7. stoletju, je eden najstarejših ohranjenih gradov v Nemčiji. Je v zasebni lasti. Na voljo je samostojni ogled. Nemška pesnica Annette von Droste-Hülshoff je tam živela osem let in kupila knežjo hišo.
Novi grad je bil zgrajen v 18. stoletju. Prvotno je bila rezidenca konstanškega škofa, po sekularizaciji leta 1803 je bil uporabljen za različne namene. Zdaj je muzej. Tu je tudi množica pollesenih hiš in dvoje srednjeveški mestni vrat, ostanki fortifikacije.

## Pomembni meščani
Ena najbolj slavnih nemških pesnic, Annette von Droste-Hülshoff, je svoja zadnja leta, od 1841 do 1848, živela na gradu Meersburg. Imela je tudi majhno vilo, pokrito z vinsko trto, znano kot Fürstenhäusle.
Slavni zdravnik iz 18.stoletja Franc Anton Mesmer (iz čigar imena izhaja glagol mesmerizirati - metoda zdravljena) je umrl leta 1815 v Meersburgu in je pokopan blizu starega pokopališkega zidu približno 0,5 kilometra severovzhodno od zgornjih mestnih vrat. "Obertor" (glej sliko spodaj).

### Drugi
- Stefan Lochner (ok. 1410–1451) nemški slikar, ki dela v poznem "mehkem slogu" mednarodne gotike.
- Hugo von Hohenlandenberg (ok. 1457–1532 v Meersburgu), škof v Konstanzu.
- Hieronim Harder (1523–1607) nemški botanik in učitelj latinščine.
- Baron Joseph Maria Christoph von Lassberg (1770–1855) nemški starinar, od leta 1838 je živel na gradu Meersburg.
- Friedrich August Walchner (1799–1865) nemški geolog, kemik in mineralog.
- Levin Schücking (1814–1883) nemški romanopisec, živel na gradu Meersburg 1841/1843.
- Robert Eberle (1815–1862), nemški slikar živali
- Fritz Mauthner (1849–1923 v Meersburgu) avstro-ogrski romanopisec, gledališki kritik, satirik in zagovornik filozofskega skepticizma.

## Vinogradništvo
Meersburški vinogradi na severnih bregovih Bodenskega jezera so znani v Nemčiji. Vino rosée "Weissherbst" je posebnost regije.

## Pobratena mesta
Meersburg je pobraten z:
- Nemčija Hohnstein– od 1991
- Francija  Louveciennes – od 1991
- Italija San Gimignano – od 2002

## Galerija
- Grad Meersburg
- Vodni mlin, zdaj zasebna hiša v bližini Altes Schloss, Meersburg
- Mestna vrata
- Nagrobnik Franza Antona Mesmerja v Meersburgu
- Pogled na središče zgornjega mesta